# Slagelse Wolfpack 2011
Questa voce raccoglie le informazioni riguardanti gli Slagelse Wolfpack nelle competizioni ufficiali della stagione 2011.

## Nationalligaen 2011

### Stagione regolare
| 1º maggio 2011 3ª giornata | Aarhus Tigers | 51 – 32 | Slagelse Wolfpack |  |

| 14 maggio 2011 5ª giornata | Copenhagen Towers | 62 – 18 | Slagelse Wolfpack |  |

| 28 maggio 2011 7ª giornata | Slagelse Wolfpack | 0 – 60 | Triangle Razorbacks |  |

| 11 giugno 2011 9ª giornata | Triangle Razorbacks | 56 – 23 | Slagelse Wolfpack |  |

| 19 giugno 2011 10ª giornata | Slagelse Wolfpack | 29 – 62 | Herlev Rebels |  |

| 20 agosto 2011 14ª giornata | AaB 89ers | 43 – 0 | Slagelse Wolfpack |  |

| 3 settembre 2011 16ª giornata | Slagelse Wolfpack | 0 – 30 (a tavolino) | Aarhus Tigers |  |

| 10 settembre 2011 17ª giornata | Slagelse Wolfpack | 0 – 30 (a tavolino) | AaB 89ers |  |

## Statistiche di squadra
| Competizione      | %Vittorie | In casa | In casa | In casa | In casa | In casa | In casa | In trasferta | In trasferta | In trasferta | In trasferta | In trasferta | In trasferta | Totale | Totale | Totale | Totale | Totale | Totale |
| Competizione      | %Vittorie | G       | V       | N       | P       | Pf      | Ps      | G            | V            | N            | P            | Pf           | Ps           | G      | V      | N      | P      | Pf     | Ps     |
| ----------------- | --------- | ------- | ------- | ------- | ------- | ------- | ------- | ------------ | ------------ | ------------ | ------------ | ------------ | ------------ | ------ | ------ | ------ | ------ | ------ | ------ |
| Stagione regolare | .000      | 4       | 0       | 0       | 4       | 29      | 182     | 4            | 0            | 0            | 4            | 73           | 212          | 8      | 0      | 0      | 8      | 102    | 394    |
| Totale            | .000      | 4       | 0       | 0       | 4       | 29      | 182     | 4            | 0            | 0            | 4            | 73           | 212          | 8      | 0      | 0      | 8      | 102    | 394    |